# Gusztáv és a vadászeb
A Gusztáv és a vadászeb a Gusztáv című rajzfilmsorozat második évadának tizenkilencedik epizódja.

## Rövid tartalom
Gusztáv bernáthegyi kutyája a vadászaton ugyan nem válik be, de a hűséges állat kimenti gazdáját a lavinaveszélyből.

## Alkotók
- Írta, tervezte és rendezte: Dargay Attila
- Zenéjét szerezte: Pethő Zsolt
- Operatőr: Henrik Irén
- Hangmérnök: Horváth Domonkos
- Vágó: Czipauer János
- Háttér: Szálas Gabriella
- Rajzolták: Dékány Ferenc, Szemenyei András, Tóth Sarolta
- Színes technika: Dobrányi Géza, Kun Irén
- Gyártásvezető: Kunz Román

Készítette a Pannónia Filmstúdió.